# Трубадур (опера)
„Трубадур“ е опера, написана от италианския композитор Джузепе Верди.
Драмата на Гарсия Гутиерес „Трубадур“ допада на Верди. Той се обръща към Салваторе Камарано с молба да напише либретото. Камарано умира преди да завърши „Трубадур“ и либретото е дописано от Бардере през 1852 г. Верди написва музиката за 29 дни. Операта е изпълнена за първи път на 19 януари 1853 г. в театър „Аполо“ в Рим.
За първи път в България изцяло е поставена през 1914 г. от Оперната дружба с диригент Тодор Хаджиев и режисьор К.Михайлов - Стоян.